# Ilindenmonument

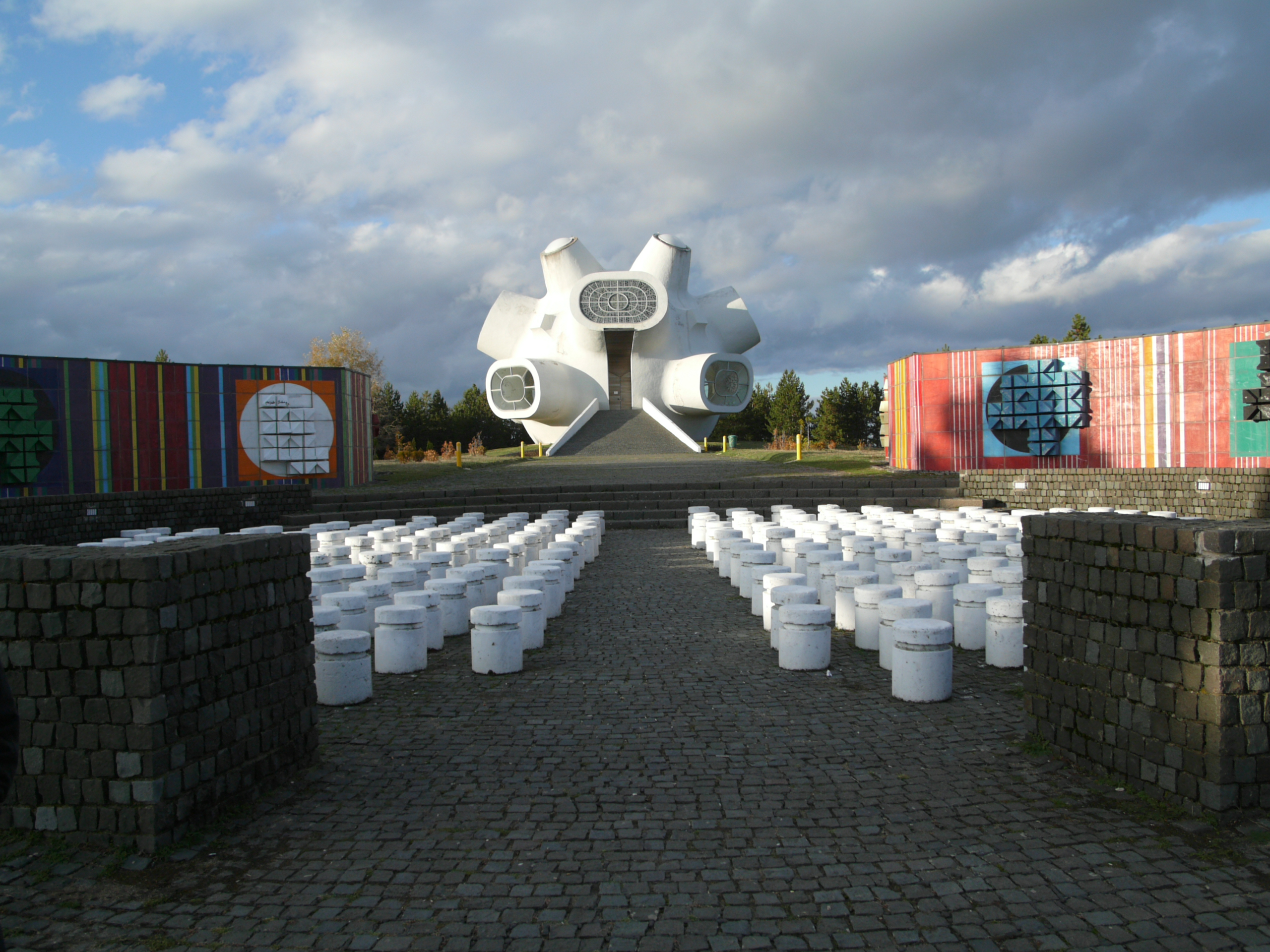
Het Ilindenmonument

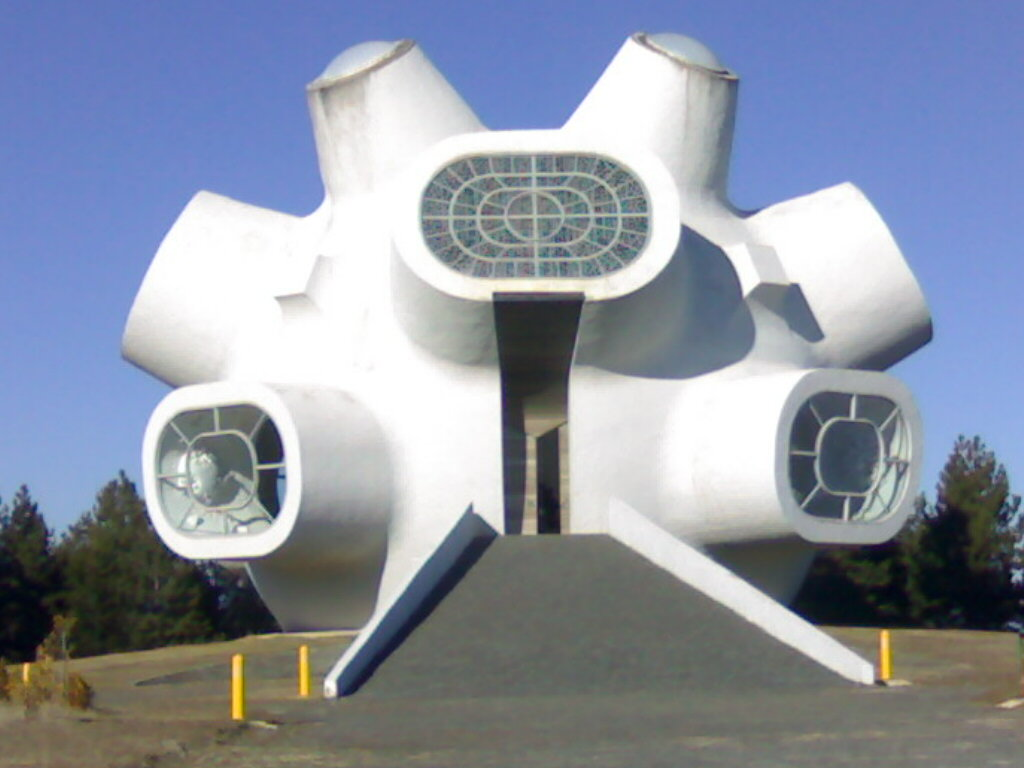
Het Ilindenmonument

Het Ilindenmonument is een monument ter herdenking van de Ilindenopstand in het gebergte bij Kruševo in Noord-Macedonië.
Het gebouw werd opgericht in 1974. De architecten van het gedenkteken zijn Jordan Grabulovski en Iskra Grabulovska.